# 勞芬-烏維森
劳芬-乌维森（德語：Laufen-Uhwiesen）是瑞士联邦苏黎世州安德尔芬根区的市镇。该市镇面积为6.27平方千米，海拔高度457米，2018年12月31日人口数为1,709。
劳芬-乌维森虽然位于苏黎世州境内，却属于沙夫豪森都市区的边缘。其中劳芬村 ，劳芬城堡在莱茵瀑布, 诺尔村（Nohl）在莱茵河右岸。1840年以前，它曾是弗卢林根的一部分。

## 外部連結
- 劳芬-乌维森官方网站 （德文）